# 披针叶小菊苣
披针叶小菊苣（Microseris lanceolata）是一种澳大利亚高山地区草本植物，开黄色花，是另外两种被称为murnong或山药雏菊的植物之一（另外两种是葶花小菊苣和华氏小菊苣 。 
这种植物分布于澳大利亚南部，包括维多利亚州、新南威尔士州和澳大利亚首都领地。 在维多利亚州，这种植物仅分布在东部山脉的高山和亚高山草本植物区，而且当地数量丰富。 华氏小菊苣（Microseris walteri）和Microseris scapigera则分布在较低海拔地区。 
其种加词“lanceolata”意为“披针形叶的”。